# Перпезак-ле-Блан
Перпеза́к-ле-Блан (фр. Perpezac-le-Blanc, окс. Perpesac lo Blanc) — коммуна во Франции, находится в регионе Лимузен. Департамент — Коррез. Входит в состав кантона Эйан. Округ коммуны — Брив-ла-Гайард.
Код INSEE коммуны — 19161.
Коммуна расположена приблизительно в 420 км к югу от Парижа, в 70 км южнее Лиможа, в 35 км к западу от Тюля.

## Население
Население коммуны на 2008 год составляло 455 человек.
| 1962 | 1968 | 1975 | 1982 | 1990 | 1999 | 2008 |
| ---- | ---- | ---- | ---- | ---- | ---- | ---- |
| 606  | 536  | 437  | 424  | 404  | 405  | 455  |

## Администрация
| Период | Период | Фамилия        | Партия | Примечания |
| ------ | ------ | -------------- | ------ | ---------- |
| 1959   | 1977   | Антуан Сепа    |        |            |
| 1977   | 1989   | Антуан Шапон   |        |            |
| 1989   | 2008   | Анри Рош       |        |            |
| 2008   | 2014   | Морис Бонне    |        |            |
| 2014   | 2020   | Сандрин Лабрус |        | фермерша   |

## Экономика
В 2007 году среди 270 человек в трудоспособном возрасте (15-64 лет) 198 были экономически активными, 72 — неактивными (показатель активности — 73,3 %, в 1999 году было 71,1 %). Из 198 активных работали 187 человек (106 мужчин и 81 женщина), безработных было 11 (0 мужчин и 11 женщин). Среди 72 неактивных 18 человек были учениками или студентами, 37 — пенсионерами, 17 были неактивными по другим причинам.

## Достопримечательности
- Церковь Преображения Господня (XIII—XIV века). Памятник истории с 1925 года[3]

## Фотогалерея

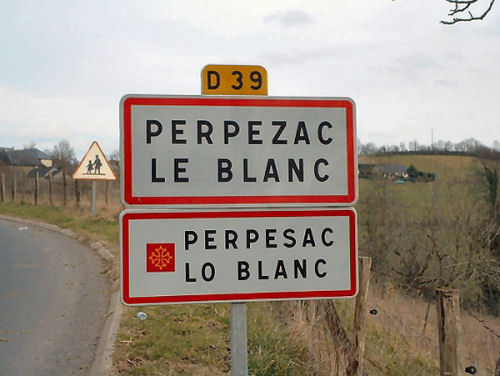
Въезд в Перпезак-ле-Блан
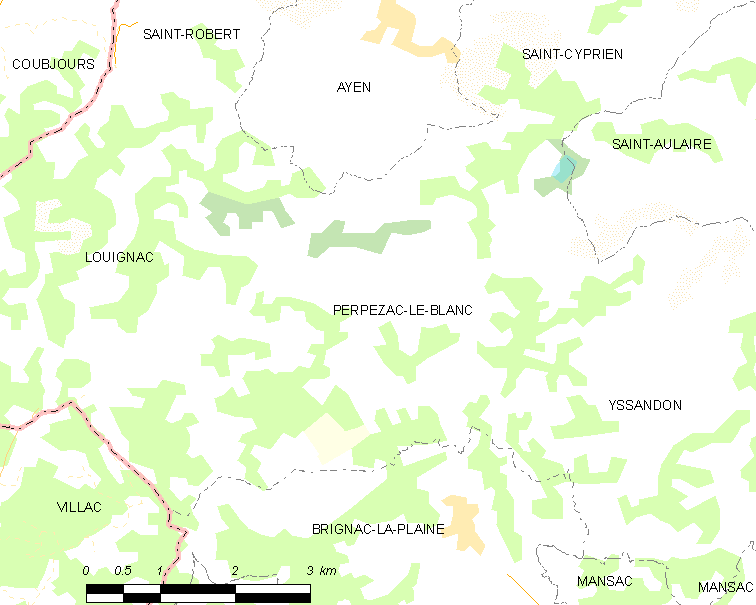
Карта коммуны